# 德拉帕倫特龍屬
德拉帕倫特龍屬（學名：Delapparentia）是禽龍類恐龍的一屬，生存於白堊紀早期的西班牙。化石過去曾編入於貝尼薩爾禽龍，被認為是生存於西班牙的貝尼薩爾禽龍，近年才建立為新屬。

## 發現與命名
在1958年春季，業餘古生物學家José María Herrero Marzo在西班牙阿拉貢區特魯埃爾省發現一些鳥腳類恐龍化石。同年9月，荷蘭烏特勒支大學組成的挖掘團隊，將這些化石挖掘出土、進行處理。在1960年，法國古生物學家Albert-Félix de Lapparent將這些化石編入於禽龍的新模式種，貝尼薩爾禽龍（I. bernissartensis）。
在2006年，José Ignacio Ruiz-Omeñaca的論文提到這些化石為獨立屬，特魯埃爾德拉帕倫特龍（D. turolensis）。但直到2011年，Ruiz-Omeñaca在科學期刊刊登詳細研究，這時才具有學術上的有效性。屬名是以進行最初研究的de Lapparent教授為名；種名則是來自於特魯埃爾省的拉丁文名稱「Turia」。

## 體徵
正模標本（編號MPT/I.G）是一個部分身體骨骼，缺乏頭顱骨，是一個成年個體。化石包含四節頸椎、28個神經突（Neurapophyses）、兩節薦椎、14節尾椎，頸部、胸部、腹部肋骨的碎片、五個破碎的人字形骨、多塊骨化肌腱、以及左側坐骨與腸骨、部分恥骨。化石發現於卡馬里利亞斯組（Camarillas Formation）地層，地質年代約1億3000萬到1億2700萬年前，相當於早白堊紀的巴列姆階。
Lapparent教授在進行最初研究時，將一些化石歸類於蜥腳類的阿拉果龍，例如坐骨；德拉帕倫特龍被命名時，這些化石被歸類回本屬。德拉帕倫特龍有數個自衍徵，例如：胸部肋骨明顯骨化、後段肋骨長，骨端未癒合、腸骨的髖臼前突大而筆直，朝向側邊。前段肋骨具有氣腔孔。與腸骨相比，坐骨相當大。
德拉帕倫特龍是種大型鳥腳類恐龍，腸骨長度為78公分，體型比貝尼薩爾禽龍還大了15%。根據Ruiz-Omeñaca的估計值，德拉帕倫特龍的身長約10公尺，體重約3.5噸
Ruiz-Omeñaca在命名德拉帕倫特龍時，將牠們歸類於禽龍超科。

## 外部連結
- （西班牙文）德拉帕倫特龍的化石、位置圖、與簡述 （页面存档备份，存于）